# Mỡ muối

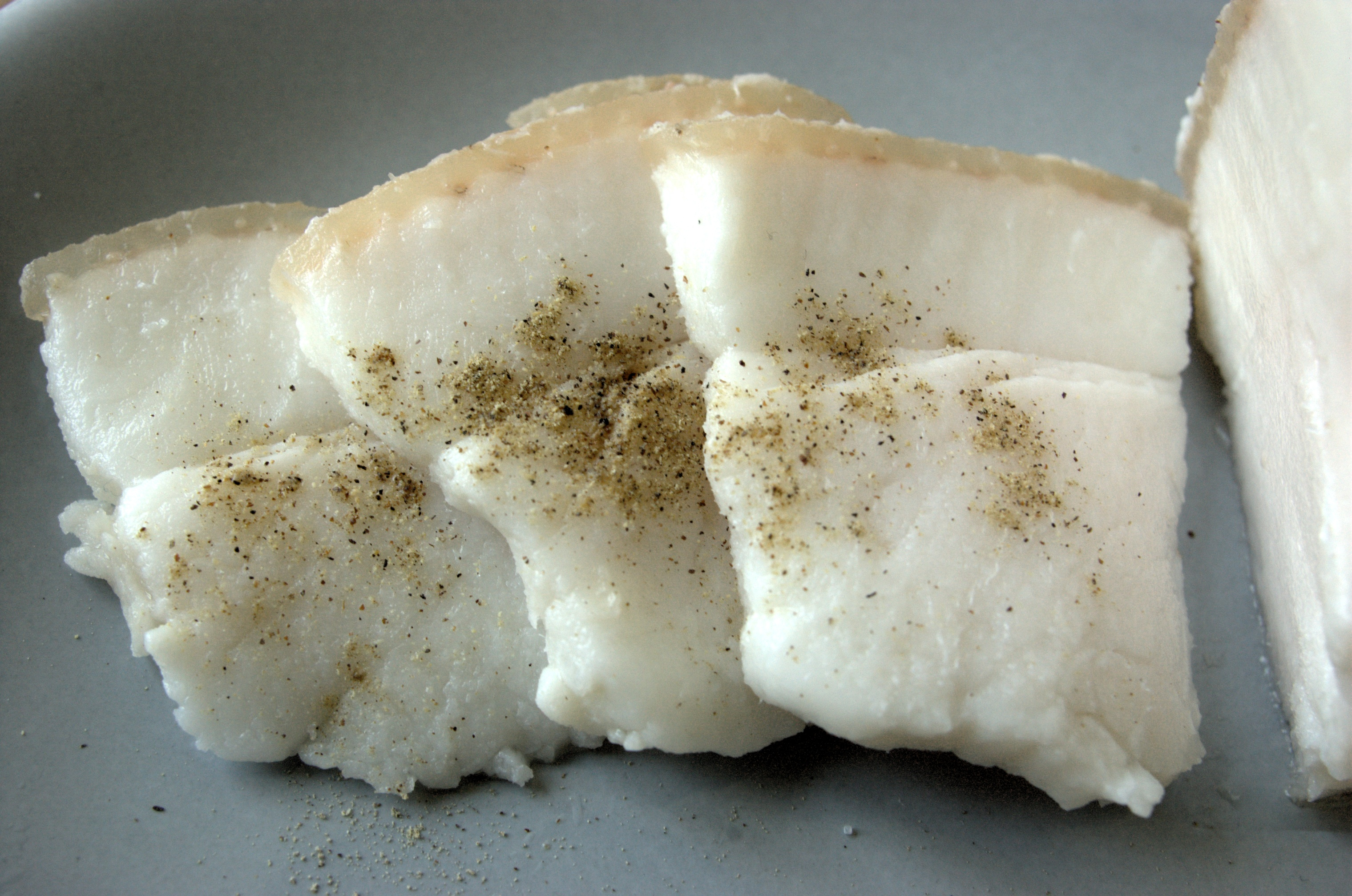
Salo rắc hạt tiêu

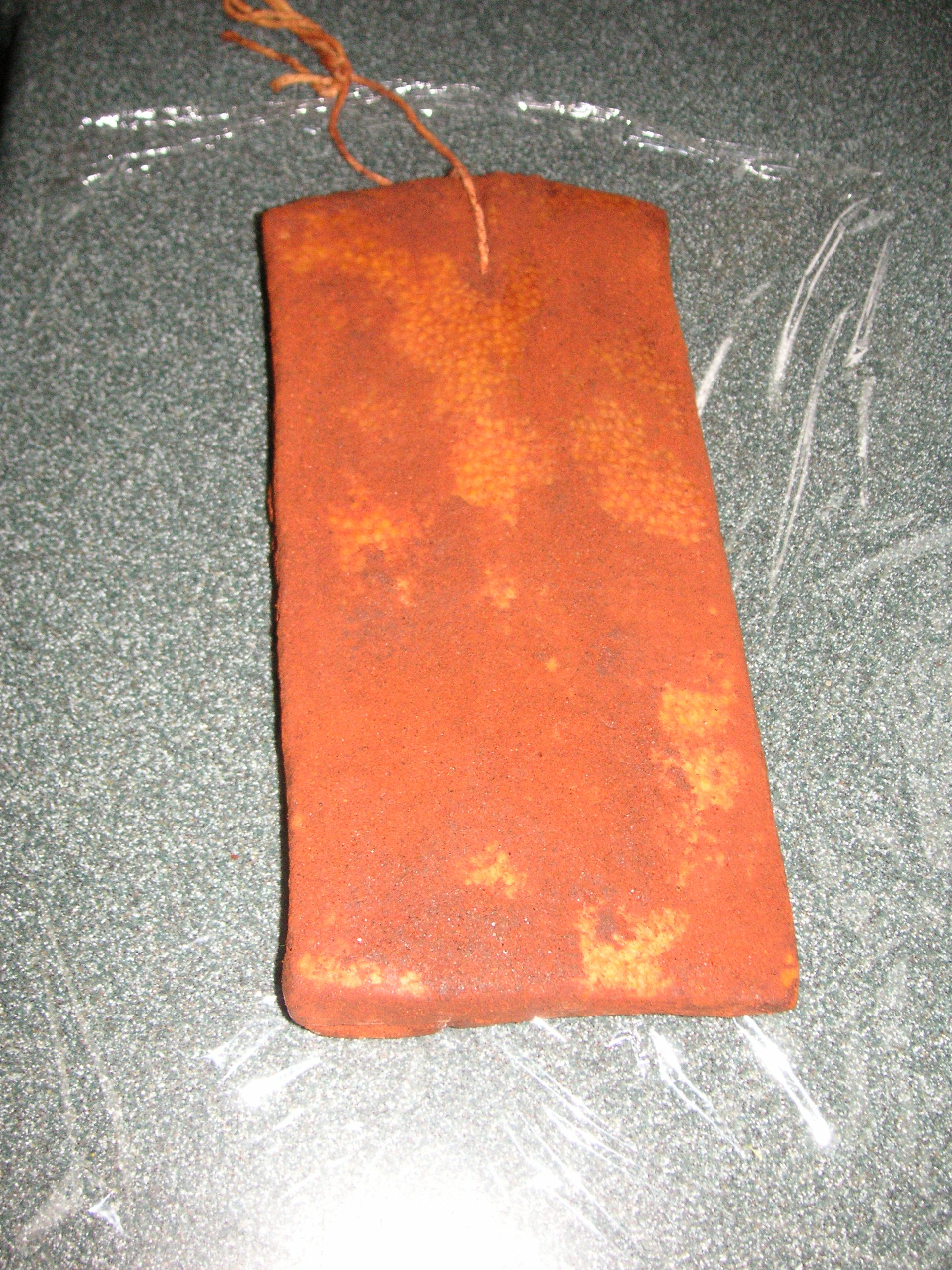
Một lát słonina bảo quản bằng paprika, phổ biến ở Đông Âu

Mỡ muối hay còn gọi là salo là một món ăn truyền thống của một số quốc gia vùng Đông Âu như Ukraina, Belarus và Nga. Món này chính là thịt mỡ lưng lợn cắt thành từng miếng ướp muối (hiếm khi thịt lợn bụng), có hoặc không có da. Như một xu hướng, món mỡ muối ở phía Đông Âu được ướp muối hoặc ngâm nước muối lên men, do đó tên slonina/slana/szalonna (solonýna trong tiếng Ukraina có nghĩa là bất kỳ loại thịt nào được ướp muối, chẳng hạn như thịt bò ướp muối). Một trong những món này ở phía Đông Âu thường xử lý với ớt bột hoặc các đồ gia vị khác, trong khi một trong những Nam Âu thường xông khói.
Từ Slav "salo" áp dụng cho các loại thực phẩm này (nó có ý nghĩa khác) thường được gọi là "thịt xông khói" hoặc "mỡ". Không giống như mỡ lợn, salo là không được rán chảy. Không giống như thịt xông khói, món salo không nhất thiết phải xông khói. Salo có rất ít hoặc không có thịt nạc, và thịt xông khói nhiều mỡ ít thịt nạc thông thường được người ta gọi là salo. Nó cũng giống hệt nhau món lardo Ý, sự khác biệt chỉ có thể là gia vị hỗn hợp: món salo Nga/Ukraina chỉ sử dụng muối, tỏi, hạt tiêu đen, và có thể, một chút rau mùi trong quá trình chế biến.

## Bảo quản
Để bảo quản, món salo ướp muối, đôi khi cũng hun khói và để lâu trong một nơi tối và lạnh, nơi mà nó sẽ kéo dài một năm hoặc lâu hơn. Để tạo hươngHương liệu và bảo quản tốt hơn salo có thể được ướp muối, hoặc phủ một lớp ớt bột dày (thường là ở các vùng đất phương Tây, món salo Nga với ớt bột được gọi là "Hungary"), tỏi băm nhỏ, hoặc đôi khi hạt tiêu đen. Các tấm mỡ được cắt thành miếng, thường là 15 × 20 cm, và bôi muối. Các tấm mỡ được đặt da nằm dưới vào một cái hộp hoặc thùng gỗ, xen kẽ với các lớp muối ăn dày 1 cm. Khi salo để quá lâu, hoặc tiếp xúc với ánh sáng, chất béo có thể bị oxy hóa trên bề mặt và trở nên vàng và có vị đắng.

## Ẩm thực
Salo có thể ăn sống, nhưng cũng có thể được nấu chín hoặc chiên hoặc băm nhỏ với tỏi như một thứ gia vị cho borscht (súp củ dền). Miếng salo nhỏ được thêm vào một số loại xúc xích. Salo-thái lát mỏng trên bánh mì lúa mạch đen quẹt tỏi là một món ăn truyền thống để nhắm cùng với rượu vodka ở Nga, hoặc, và đặc biệt, horilka ở Ukraina.
Salo thường được cắt thành những miếng nhỏ và chiên để làm cho chất béo sử dụng trong nấu ăn, trong khi da vàng dòn còn lại (shkvarky trong tiếng Ukraina, spirgai trong Litva, skwarki trong Ba Lan) được sử dụng như gia vị cho khoai tây chiên hoặc varenyky.
Da thịt lợn dày còn lại sau khi sử dụng chất béo của món salo cũng có thể góp phần làm nguyên liệu cho món súp hoặc borscht. Sau khi đun sôi sẽ bị loại.
|  | Chủ đề Ẩm thực |